# Стальная змея (сборник рассказов)
Стальная змея — сборник фантастических рассказов Севера Гансовского. Вышел в московском издательстве «Знание» в 1991 году, уже после смерти автора.
Сборник можно считать итоговым, в нём собраны лучшие рассказы писателя, на которые не легла тень советской конъюнктуры, столь частая в творчестве писателя. В издательской рецензии указано: «Было время, когда молодёжные журналы и альманахи возвращали автору представленные в этом сборнике рассказы, — издатели отказывались признавать их фантастическими, ибо слишком правдоподобным, убедительным выступало в них Невероятное и даже Невозможное.»

## Рассказы
В сборник включено 13 рассказов.
- «Кристалл» — история странного кристалла, при шлифовке которого возникло удивительное свойство искажать время.

- В рассказе «Хозяин бухты» описан странный организм, состоящий из множества микроорганизмов, обитающий в тропиках. При всей фантастичности описание кажется необыкновенно достоверным.

- Рассказ «Черный камень» — полусатирическая притча о чуждости обществу разного рода жуликов и бессердечных людей, которые, может быть, являются «звёздными подкидышами».

- В рассказе «Новая сигнальная» описана история, произошедшая в годы Второй мировой войны — советский солдат открыл в себе способность воспринимать чужие мысли.

- В рассказе «Полигон» описан экспериментальный танк, прицеливающийся на волны страха, испускаемые людьми. Он губит не только военных, принимающих участие в его испытании, но и своего изобретателя.

- «Стальная змея» — совершенно достоверно написанный рассказ о том, как Ленинград стал жертвой нашествия удивительных морских животных.

- «Электрическое вдохновение» — сатирическая история о применении аппарата «искусственного вдохновения» в провинциальном театре.

- Рассказ «Голос» — история одарённого певца, которому в результате операции один доктор смог дать удивительный по силе и красоте голос, но не смог дать таланта и вдохновения — их певец достигает сам.

- В фантасмагории «Операция» рисуется удивительная история человека, обладающего синестезией.

- Рассказ «Пробуждение» повествует о необыкновенном творческом потенциале, дремлющем в каждом человеке.

- Знаменитый экранизированный рассказ «День гнева» — история создания разумных существ, лишённых совести и эмоций.

- Рассказы «Идет человек» и «Человек, который сделал Балтийское море» о жизни первобытных людей, посвящены, по сути, размышлениям о сути истории и природе человека.

Часто произведения Гансовского по форме представляют собой некий рассказ очевидца событий, который случайно встречается с автором и рассказывает некую увлекательную историю. Зачастую рассказчику не хватает времени изложить все обстоятельства случая до конца. Этот приём позволяет сделать рассказ ещё привлекательнее и интереснее.